# هينبالس (أنغلزي)
هينبالس (بالإنجليزية: Henblas, Llangristiolus)‏ هي منطقة سكنية تقع في ويلز في أنغلزي.